# Eisenhut (Familie, Appenzell Ausserrhoden)
Die Eisenhut sind eine Unternehmer- und Politikerfamilie von Gais im Schweizer Kanton Appenzell Ausserrhoden. Der Stickereibetrieb Eisenhut und Compagnie AG steht in ungebrochener Familientradition unter Leitung der vierten Generation. 

## Geschichte
Der Begründer Johannes Eisenhut, der die 1900 von seinem Onkel übernommene Firma vom blossen Fabrikationsbetrieb in ein erfolgreiches Exporthaus umwandelte, war bis zu seinem Tod die dominierende Persönlichkeit im Geschäft. Das Unternehmen gehört zu den wenigen Exporthäusern im Appenzellerland, welche die Stickereikrise überstanden. Erfolgsrezepte waren ein markanter Durchhaltewille, grosse Investitionen an Privatvermögen sowie der Abbau der Eigenfabrikation. Hinzu kam ein ausgeprägt patriarchalischer Führungsstil im Gaiser Stammhaus, der Firmenleitung und Personal lange Zeit eng verband. Der Betrieb beschäftigte 2004 noch 18 Mitarbeiter und erzielte einen Umsatz von 7 Millionen Franken. 
Für die ersten drei Generationen Eisenhut charakteristisch war das politische Engagement, eine Tradition, die noch zwei Generationen weiter bis zu Landesfähnrich und Gemeindehauptmann Jakob Eisenhut zurückgeht. Zu dessen Enkeln gehörte auch Nationalrat Johann Conrad Eisenhut.